# Tracto nervioso

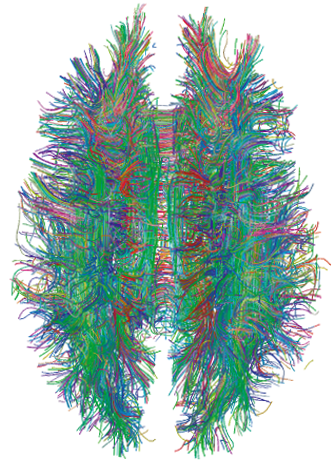
Tractos de sustancia blanca en un cerebro humano, visualizados mediante tractografía por resonancia magnética.

Un tracto nervioso es un haz de fibras nerviosas (axones) que conectan núcleos del sistema nervioso central. En el sistema nervioso periférico se conoce como nervio y tiene tejido conjuntivo asociado. Los principales tractos nerviosos del sistema nervioso central son de tres tipos: fibras de asociación, fibras comisurales y fibras de proyección. Un tracto también puede denominarse comisura, decusación, vía o fascículo. Una comisura conecta los dos hemisferios cerebrales a los mismos niveles, mientras que una decusación conecta a niveles diferentes (cruza oblicuamente). 

## Tipos
Las fibras nerviosas del sistema nervioso central pueden clasificarse en tres grupos en función de su recorrido y sus conexiones. Los distintos tractos también pueden denominarse proyecciones o radiaciones.

### Fibras de asociación

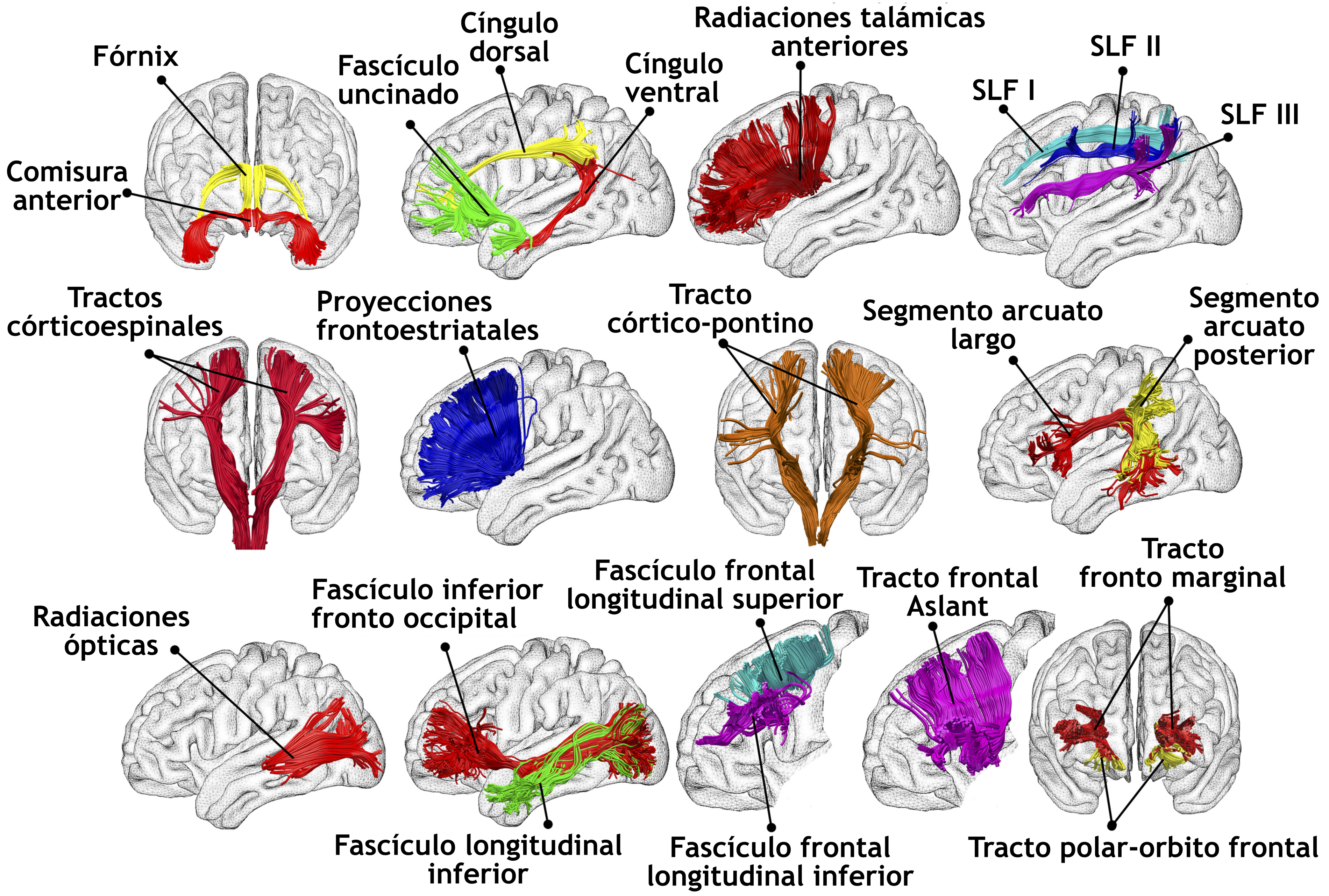
Tractos del cerebro humano

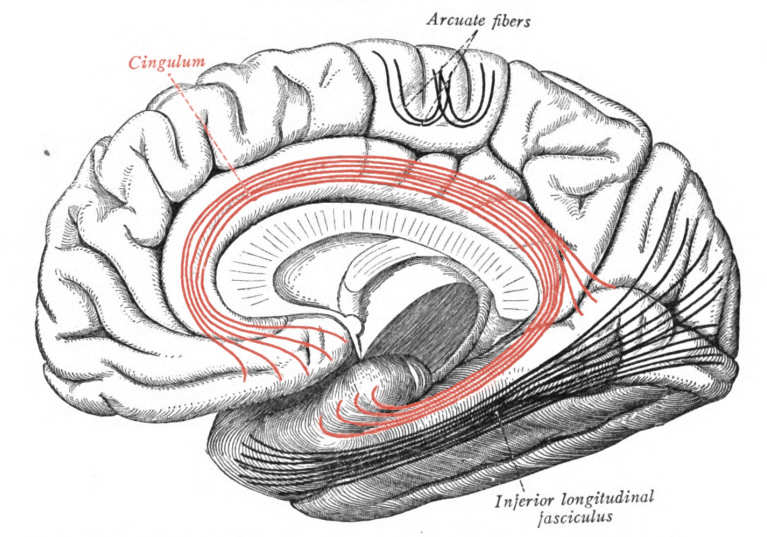
El cíngulo se muestra en rojo en el giro cingulado.

Los tractos que conectan áreas corticales dentro de un mismo hemisferio se denominan tractos de asociación. Las fibras de asociación largas conectan entre sí distintos lóbulos de un hemisferio, mientras que las fibras de asociación cortas conectan distintos giros dentro de un mismo lóbulo. Entre sus funciones, los tractos de asociación conectan los centros perceptivos y de memoria del cerebro.
El cíngulo es uno de los principales tractos de asociación. El cíngulo forma el núcleo de sustancia blanca de la circunvolución cingulada y enlaza ésta con la corteza entorrinal. Otro importante tracto de asociación es el fascículo longitudinal superior, que consta de tres partes. 

### Fibras comisurales
Los tractos comisurales conectan las áreas corticales correspondientes de los dos hemisferios. Cruzan de un hemisferio cerebral al otro a través de puentes denominados comisuras. La gran mayoría de los tractos comisurales atraviesan la comisura mayor, el cuerpo calloso. Unos pocos tractos atraviesan las comisuras anterior y posterior, mucho más pequeñas. Los tractos comisurales permiten que los lados izquierdo y derecho del cerebro se comuniquen entre sí. Otras comisuras son la comisura hipocampal y la comisura habenular.

### Fibras de proyección
Los tractos de proyección conectan la corteza cerebral con el cuerpo estriado, el diencéfalo, el tronco encefálico y la médula espinal. El tracto corticoespinal, por ejemplo, transporta señales motoras del cerebro a la médula espinal. Otros tractos de proyección transportan señales hacia la corteza cerebral. En la parte superior del tronco encefálico, estos tractos forman una lámina amplia y densa denominada cápsula interna entre el tálamo y los núcleos basales, y luego irradian en forma de abanico divergente hacia zonas específicas del córtex.